# Llista d'espècies de saltícids (I-L)
Llista de les espècies de saltícids per ordre alfabètic, de la lletra I a la L, descrites fins al 23 de maig del 2006.
- Per a les llistes d'espècies amb les altres lletres de l'alfabet, aneu a l'article principal: Llista d'espècies de saltícids.
- Per a la llista de tots els gèneres vegeu l'article Llista de gèneres de saltícids.

| Directori I J K L |

## I

### Icius
Icius Simon, 1876
- Icius abnormis Denis, 1958 (Afganistan)
- Icius bilobus Yang i Tang, 1996 (Xina)
- Icius brunellii Caporiacco, 1940 (Etiòpia)
- Icius cervinus Simon, 1878 (Rússia)
- Icius congener Simon, 1871 (Oest del Mediterrani)
- Icius crassipes (Simon, 1868) (Espanya, Algèria, Tunísia)
- Icius daisetsuzanus Saito, 1934 (Japó)
- Icius dendryphantoides Strand, 1909 (Sud-àfrica)
- Icius desertorum Simon, 1901 (Sud-àfrica)
- Icius glaucochirus (Thorell, 1890) (Sumatra)
- Icius gyirongensis Hu, 2001 (Xina)
- Icius hamatus (C. L. Koch, 1846) (Paleàrtic)
- Icius hongkong Song i cols., 1997 (Hong Kong)
- Icius ildefonsus Chamberlin, 1924 (Mèxic)
- Icius inhonestus Keyserling, 1878 (Uruguai)
- Icius insolitus Alicata i Cantarella, 1994 (Espanya)
- Icius nebulosus (Simon, 1868) (Oest del Mediterrani)
- Icius ocellatus Pavesi, 1883 (Àfrica oriental)
- Icius pallidulus Nakatsudi, 1943 (Micronesia)
- Icius pseudocellatus Strand, 1907 (Sud-àfrica)
- Icius separatus Banks, 1903 (Hispaniola)
- Icius simoni Alicata i Cantarella, 1994 (Algèria)
- Icius steelae Logunov, 2004 (Sudan)
- Icius subinermis Simon, 1937 (Oest del Mediterrani, Alemanya)
- Icius testaceolineatus (Lucas, 1846) (Algèria)
- Icius yadongensis Hu, 2001 (Xina)

### Idastrandia
Idastrandia Strand, 1929
- Idastrandia orientalis (Szombathy, 1915) (Malàisia)

### Ilargus
Ilargus Simon, 1901
- Ilargus coccineus Simon, 1901 (Brasil)
- Ilargus modestus Caporiacco, 1947 (Guyana)
- Ilargus nitidisquamulatus Soares i Camargo, 1948 (Brasil)
- Ilargus singularis Caporiacco, 1955 (Veneçuela)

### Imperceptus
Imperceptus Prószynski, 1992
- Imperceptus minutus Prószynski, 1992 (Índia)

### Indomarengo
Indomarengo Benjamin, 2004
- Indomarengo chandra Benjamin, 2004 (Sumatra)
- Indomarengo sarawakensis Benjamin, 2004 (Java, Borneo)
- Indomarengo thomsoni (Wanless, 1978) (Borneo)

### Iona
Iona Peckham i Peckham, 1886
- Iona nigrovittata (Keyserling, 1882) (Tonga)

### Iranattus
Iranattus Prószynski, 1992
- Iranattus rectangularis Prószynski, 1992 (Iran)

### Irura (aranya)|Irura
Irura Peckham i Peckham, 1901
- Irura bicolor Zabka, 1985 (Vietnam)
- Irura hamatapophysis (Peng i Yin, 1991) (Xina)
- Irura longiochelicera (Peng i Yin, 1991) (Xina)
- Irura mandarina Simon, 1903 (Southeast Asia)
- Irura prima (Zabka, 1985) (Vietnam)
- Irura pulchra Peckham i Peckham, 1901 (Sri Lanka)
- Irura pygaea (Thorell, 1891) (Malàisia)
- Irura trigonapophysis (Peng i Yin, 1991) (Xina)
- Irura yueluensis (Peng i Yin, 1991) (Xina)
- Irura yunnanensis (Peng i Yin, 1991) (Xina)

### Itata
Itata Peckham i Peckham, 1894
- Itata completa (Banks, 1929) (Panamà)
- Itata isabellina (Taczanowski, 1878) (Perú)
- Itata partita Mello-Leitão, 1930 (Brasil)
- Itata tipuloides Simon, 1901 (Perú, Bolívia, Brasil)
- Itata vadia Peckham i Peckham, 1894 (Colòmbia)

## J

### Jacksonoides
Jacksonoides Wanless, 1988
- Jacksonoides distinctus Wanless, 1988 (Queensland)
- Jacksonoides eileenae Wanless, 1988 (Queensland)
- Jacksonoides kochi (Simon, 1900) (Queensland)
- Jacksonoides nubilis Wanless, 1988 (Queensland)
- Jacksonoides queenslandicus Wanless, 1988 (Queensland)
- Jacksonoides simplexipalpis Wanless, 1988 (Queensland)
- Jacksonoides subtilis Wanless, 1988 (Queensland)

### Jajpurattus
Jajpurattus Prószynski, 1992
- Jajpurattus incertus Prószynski, 1992 (Índia)

### Jaluiticola
Jaluiticola Roewer, 1944
- Jaluiticola hesslei Roewer, 1944 (Illes Marshall)

### Jollas
Jollas Simon, 1901
- Jollas amazonicus Galiano, 1991 (Brasil)
- Jollas armatus (Bryant, 1943) (Hispaniola)
- Jollas crassus (Bryant, 1943) (Hispaniola)
- Jollas geniculatus Simon, 1901 (Panamà, Trinidad, Colòmbia, Veneçuela, Guyana)
- Jollas lahorensis (Dyal, 1935) (Pakistan)
- Jollas manantiales Galiano, 1991 (Argentina)
- Jollas minutus (Petrunkevitch, 1930) (Puerto Rico)
- Jollas paranacito Galiano, 1991 (Argentina)
- Jollas pompatus (Peckham i Peckham, 1893) (Panamà, St. Vincent)
- Jollas puntalara Galiano, 1991 (Argentina)

### Jotus
Jotus L. Koch, 1881
- Jotus auripes L. Koch, 1881 (Nova Gal·les del Sud)
- Jotus braccatus L. Koch, 1881 (Queensland)
- Jotus debilis L. Koch, 1881 (Nova Gal·les del Sud)
- Jotus frosti Peckham i Peckham, 1901 (Victoria)
- Jotus insulanus Rainbow, 1920 (Illes Lord Howe)
- Jotus maculivertex Strand, 1911 (Illes Kei)
- Jotus minutus L. Koch, 1881 (Queensland)
- Jotus ravus (Urquhart, 1893) (Nova Zelanda)

### Judalana
Judalana Rix, 1999
- Judalana lutea Rix, 1999 (Queensland)

## K

### Kalcerrytus
Kalcerrytus Galiano, 2000
- Kalcerrytus amapari Galiano, 2000 (Brasil)
- Kalcerrytus carvalhoi (Bauab i Soares, 1978) (Brasil)
- Kalcerrytus chimore Galiano, 2000 (Bolívia)
- Kalcerrytus edwardsi Ruiz i Brescovit, 2003 (Brasil)
- Kalcerrytus excultus (Simon, 1902) (Brasil)
- Kalcerrytus falcatus Ruiz i Brescovit, 2003 (Brasil)
- Kalcerrytus kikkri Galiano, 2000 (Guaiana Francesa)
- Kalcerrytus leucodon (Taczanowski, 1878) (Equador)
- Kalcerrytus limoncocha Galiano, 2000 (Equador)
- Kalcerrytus mberuguarus Ruiz i Brescovit, 2003 (Brasil)
- Kalcerrytus merretti Galiano, 2000 (Brasil)
- Kalcerrytus nauticus Galiano, 2000 (Brasil)
- Kalcerrytus odontophorus Ruiz i Brescovit, 2003 (Brasil)
- Kalcerrytus rosamariae Ruiz i Brescovit, 2003 (Brasil)
- Kalcerrytus salsicha Ruiz i Brescovit, 2003 (Brasil)

### Kima
Kima Peckham i Peckham, 1902
- Kima africana Peckham i Peckham, 1902 (Sud-àfrica)
- Kima atra Wesolowska i Russell-Smith, 2000 (Tanzània)
- Kima montana Wesolowska i Szeremeta, 2001 (Kenya)
- Kima reimoseri (Lessert, 1927) (Congo)
- Kima variabilis Peckham i Peckham, 1903 (Sud-àfrica)

### Klamathia
Klamathia Peckham i Peckham, 1903
- Klamathia flava Peckham i Peckham, 1903 (Sud-àfrica)

## L

### Lagnus
Lagnus L. Koch, 1879
- Lagnus longimanus L. Koch, 1879 (Fiji)

### Lakarobius
Lakarobius Berry, Beatty i Prószynski, 1998
- Lakarobius alboniger Berry, Beatty i Prószynski, 1998 (Fiji)

### Lamottella
Lamottella Rollard i Wesolowska, 2002
- Lamottella longipes Rollard i Wesolowska, 2002 (Guinea)

### Langelurillus
Langelurillus Próchniewicz, 1994
- Langelurillus alboguttatus Wesolowska i Russell-Smith, 2000 (Tanzània)
- Langelurillus difficilis Wesolowska i Russell-Smith, 2000 (Tanzània)
- Langelurillus furcatus Wesolowska i Russell-Smith, 2000 (Tanzània)
- Langelurillus holmi Próchniewicz, 1994 (Kenya)
- Langelurillus horrifer Rollard i Wesolowska, 2002 (Guinea)
- Langelurillus manifestus Wesolowska i Russell-Smith, 2000 (Tanzània)
- Langelurillus nigritus (Berland i Millot, 1941) (Guinea, Costa d'Ivori)
- Langelurillus primus Próchniewicz, 1994 (Kenya)
- Langelurillus spinosus Próchniewicz, 1994 (Kenya)

### Langerra
Langerra Zabka, 1985
- Langerra longicymbia Song i Chai, 1991 (Xina)
- Langerra oculina Zabka, 1985 (Xina, Vietnam)

### Langona
Langona Simon, 1901
- Langona alfensis Heciak i Prószynski, 1983 (Sudan)
- Langona aperta (Denis, 1958) (Afganistan)
- Langona avara Peckham i Peckham, 1903 (Sud-àfrica)
- Langona bhutanica Prószynski, 1978 (Bhutan, Xina)
- Langona biangula Peng, Li i Yang, 2004 (Xina)
- Langona bisecta Lawrence, 1927 (Namibia)
- Langona bitumorata Próchniewicz i Heciak, 1994 (Tanzània)
- Langona bristowei Berland i Millot, 1941 (oest i centre d'Africa)
- Langona goaensis Prószynski, 1992 (Índia)
- Langona hongkong Song i cols., 1997 (Hong Kong)
- Langona improcera Wesolowska i Russell-Smith, 2000 (Tanzània)
- Langona kurracheensis Heciak i Prószynski, 1983 (Índia)
- Langona maculata Peng, Li i Yang, 2004 (Xina)
- Langona magna Caporiacco, 1947 (Àfrica oriental)
- Langona maindroni (Simon, 1885) (Senegal)
- Langona mallezi (Denis, 1947) (Iemen)
- Langona manicata Simon, 1901 (Sud-àfrica)
- Langona mediocris Wesolowska, 2000 (Zimbabwe)
- Langona minima Caporiacco, 1949 (Kenya)
- Langona oreni Prószynski, 2000 (Israel)
- Langona pallida Prószynski, 1993 (Aràbia Saudí, Afganistan)
- Langona pallidula Logunov i Rakov, 1998 (Turkmenistan)
- Langona pecten Próchniewicz i Heciak, 1994 (Kenya, Tanzània)
- Langona redii (Audouin, 1826) (Iemen, Israel, Síria)
- Langona rufa Lessert, 1925 (Etiòpia, Àfrica oriental)
- Langona senegalensis Berland i Millot, 1941 (Senegal)
- Langona simoni Heciak i Prószynski, 1983 (Índia)
- Langona tartarica (Charitonov, 1946) (Àsia central, Xina)
- Langona tigrina (Simon, 1885) (Índia)
- Langona trifoveolata (Lessert, 1927) (Congo)
- Langona ukualuthensis Lawrence, 1927 (Namibia)

### Lapsias
Lapsias Simon, 1900
- Lapsias ciliatus Simon, 1900 (Veneçuela)
- Lapsias cyrboides Simon, 1900 (Veneçuela)
- Lapsias estebanensis Simon, 1900 (Veneçuela)
- Lapsias guianensis Caporiacco, 1947 (Guyana)
- Lapsias melanopygus Caporiacco, 1947 (Guyana)
- Lapsias tovarensis Simon, 1901 (Veneçuela)

### Laufeia
Laufeia Simon, 1889
- Laufeia aenea Simon, 1889 (Xina, Corea, Japó)
- Laufeia aerihirta (Urquhart, 1888) (Nova Zelanda)
- Laufeia eucola (Thorell, 1890) (Sumatra)
- Laufeia keyserlingi (Thorell, 1890) (Sumatra, Java)
- Laufeia liujiapingensis Yang i Tang, 1997 (Xina)
- Laufeia perakensis (Simon, 1901) (Malàisia, Java)
- Laufeia proszynskii Song, Gu i Chen, 1988 (Xina)
- Laufeia sasakii Ikeda, 1998 (Japó)
- Laufeia scutigera Zabka, 1985 (Vietnam)

### Lauharulla
Lauharulla Keyserling, 1883
- Lauharulla insulana Simon, 1901 (Tahití)
- Lauharulla pretiosa Keyserling, 1883 (Nova Gal·les del Sud)

### Lechia
Lechia Zabka, 1985
- Lechia squamata Zabka, 1985 (Xina, Vietnam)

### Leikung
Leikung Benjamin, 2004
- Leikung kinabaluensis Benjamin, 2004 (Malàisia, Borneo)
- Leikung porosa (Wanless, 1978) (Malàisia, Sumatra)

### Lepidemathis
Lepidemathis Simon, 1903
- Lepidemathis haemorrhoidalis (Simon, 1899) (Filipines)
- Lepidemathis sericea (Simon, 1899) (Filipines)

### Leptathamas
Leptathamas Balogh, 1980
- Leptathamas paradoxus Balogh, 1980 (Nova Guinea)

### Leptorchestes
Leptorchestes Thorell, 1870
- Leptorchestes algerinus Wesolowska i Szeremeta, 2001 (Algèria)
- Leptorchestes berolinensis (C. L. Koch, 1846) (Europa fins a Turkmenistan)
- Leptorchestes mutilloides (Lucas, 1846) (Migdia europeu, Algèria)
- Leptorchestes peresi (Simon, 1868) (Mediterrani)
- Leptorchestes separatus Wesolowska i Szeremeta, 2001 (Namibia)
- Leptorchestes sikorskii Prószynski, 2000 (Líban, Israel)

### Letoia
Letoia Simon, 1900
- Letoia ephippiata Simon, 1900 (Veneçuela)

### Ligdus
Ligdus Thorell, 1895
- Ligdus chelifer Thorell, 1895 (Birmània)

### Ligonipes
Ligonipes Karsch, 1878
- Ligonipes albocingulatus (Simon, 1884) (Nova Guinea)
- Ligonipes coccineopilosus (Simon, 1884) (Moluques, Nova Guinea)
- Ligonipes flavipes Rainbow, 1920 (Illes Lord Norfolk)
- Ligonipes illustris Karsch, 1878 (Queensland)
- Ligonipes lacertosus (Thorell, 1881) (Queensland)
- Ligonipes scutellatus (Kritscher, 1959) (Nova Guinea)
- Ligonipes semitectus (Simon, 1900) (Queensland)
- Ligonipes similis (Hasselt, 1882) (Sumatra)
- Ligonipes synageloides (Szombathy, 1915) (Nova Guinea)

### Ligurra
Ligurra Simon, 1903
- Ligurra aheneola (Simon, 1885) (Malàisia)
- Ligurra latidens (Doleschall, 1859) (Malàisia fins a Indonesia)
- Ligurra opelli Berry, Beatty i Prószynski, 1997 (Illes Carolina)

### Lilliput
Lilliput Wesolowska i Russell-Smith, 2000
- Lilliput minutus Wesolowska i Russell-Smith, 2000 (Tanzània)
- Lilliput mkomaziensis Wesolowska i Russell-Smith, 2000 (Tanzània)
- Lilliput pusillus Wesolowska i Russell-Smith, 2000 (Tanzània)

### Longarenus
Longarenus Simon, 1903
- Longarenus brachycephalus Simon, 1903 (Guinea Equatorial)

### Lophostica
Lophostica Simon, 1902
- Lophostica mauriciana Simon, 1902 (Mauritius, Reunion)

### Lurio
Lurio Simon, 1901
- Lurio conspicuus Mello-Leitão, 1930 (Brasil)
- Lurio crassichelis Berland, 1913 (Equador)
- Lurio lethierryi (Taczanowski, 1872) (Guaiana Francesa)
- Lurio solennis (C. L. Koch, 1846) (Colòmbia, Veneçuela, Guaiana Francesa)
- Lurio splendidissimus Caporiacco, 1954 (Guaiana Francesa)

### Luxuria
Luxuria Wesolowska, 1989
- Luxuria lymphatica Wesolowska, 1989 (Illes Cap Verd)
- Luxuria marginella (Simon, 1883) (Illes Cap Verd)

### Lycidas
Lycidas Karsch, 1878
- Lycidas anomaliformis Zabka, 1987 (Queensland)
- Lycidas anomalus Karsch, 1878 (Nova Gal·les del Sud)
- Lycidas bitaeniatus (Keyserling, 1882) (Austràlia)
- Lycidas chlorophthalmus (Simon, 1909) (Austràlia Occidental)
- Lycidas chrysomelas (Simon, 1909) (Austràlia Occidental fins a Nova Gal·les del Sud, Victoria)
- Lycidas dialeucus (L. Koch, 1881) (Queensland, Nova Gal·les del Sud)
- Lycidas furvus Song i Chai, 1992 (Xina)
- Lycidas griseus (Keyserling, 1882) (Queensland)
- Lycidas heteropogon (Simon, 1909) (Austràlia Occidental)
- Lycidas karschi Zabka, 1987 (Nova Gal·les del Sud)
- Lycidas kochi Zabka, 1987 (Austràlia)
- Lycidas michaelseni (Simon, 1909) (Austràlia Occidental)
- Lycidas nigriceps (Keyserling, 1882) (Queensland)
- Lycidas nigromaculatus (Keyserling, 1883) (Queensland)
- Lycidas obscurior (Simon, 1909) (Austràlia Occidental)
- Lycidas piliger (Keyserling, 1882) (Queensland)
- Lycidas pilosus (Keyserling, 1882) (Queensland)
- Lycidas scutulatus (L. Koch, 1881) (Austràlia)
- Lycidas speculifer (Simon, 1909) (Austràlia Occidental)
- Lycidas vittatus (Keyserling, 1881) (Queensland)

### Lyssomanes
Lyssomanes Hentz, 1845
- Lyssomanes adisi Logunov, 2002 (Brasil)
- Lyssomanes amazonicus Peckham i Wheeler, 1889 (Bolívia, Brasil, Guyana, Equador)
- Lyssomanes anchicaya Galiano, 1984 (Colòmbia)
- Lyssomanes antillanus Peckham i Wheeler, 1889 (Cuba, Jamaica, Hispaniola)
  - Lyssomanes antillanus fasciatus Franganillo, 1935 (Cuba)
- Lyssomanes austerus Peckham i Wheeler, 1889 (Brasil, Argentina)
- Lyssomanes belgranoi Galiano, 1984 (Argentina)
- Lyssomanes benderi Logunov, 2002 (Brasil, Equador)
- Lyssomanes bitaeniatus Peckham i Wheeler, 1889 (El Salvador fins a Veneçuela)
- Lyssomanes blandus Peckham i Wheeler, 1889 (Guatemala)
- Lyssomanes boraceia Galiano, 1984 (Brasil)
- Lyssomanes bryantae Chickering, 1946 (Panamà)
- Lyssomanes burrera Jiménez i Tejas, 1993 (Mèxic)
- Lyssomanes camacanensis Galiano, 1980 (Brasil)
- Lyssomanes ceplaci Galiano, 1980 (Brasil)
- Lyssomanes consimilis Banks, 1929 (Panamà)
- Lyssomanes convexus Banks, 1909 (Costa Rica)
- Lyssomanes deinognathus F. O. P.-Cambridge, 1900 (Mèxic fins a Honduras)
- Lyssomanes devotoi Mello-Leitão, 1917 (Brasil)
- Lyssomanes dissimilis Banks, 1929 (Panamà)
- Lyssomanes diversus Galiano, 1980 (Mèxic)
- Lyssomanes eatoni Chickering, 1946 (Panamà)
- Lyssomanes ecuadoricus Logunov i Marusik, 2003 (Equador)
- Lyssomanes elegans F. O. P.-Cambridge, 1900 (Mèxic fins a Brasil)
- Lyssomanes elongatus Galiano, 1980 (Brasil)
- Lyssomanes euriensis Logunov, 2000 (Perú)
- Lyssomanes flagellum Kraus, 1955 (El Salvador)
- Lyssomanes fossor Galiano, 1996 (Brasil)
- Lyssomanes hieroglyphicus Mello-Leitão, 1944 (Argentina)
- Lyssomanes ipanemae Galiano, 1980 (Brasil)
- Lyssomanes janauari Logunov i Marusik, 2003 (Brasil)
- Lyssomanes jemineus Peckham i Wheeler, 1889 (Mèxic fins a Colòmbia)
- Lyssomanes jucari Galiano, 1984 (Brasil)
- Lyssomanes lancetillae Galiano, 1980 (Honduras)
- Lyssomanes lehtineni Logunov, 2000 (Perú)
- Lyssomanes leucomelas Mello-Leitão, 1917 (Brasil, Argentina)
- Lyssomanes limpidus Galiano, 1980 (Colòmbia)
- Lyssomanes longipes (Taczanowski, 1871) (Brasil, Guaiana Francesa)
- Lyssomanes malinche Galiano, 1980 (Mèxic)
- Lyssomanes mandibulatus F. O. P.-Cambridge, 1900 (de Mèxic fins a Panamà)
- Lyssomanes michae Brignoli, 1984 (Índies Occidentals)
- Lyssomanes miniaceus Peckham i Wheeler, 1889 (Brasil, Argentina)
- Lyssomanes minor Schenkel, 1953 (Veneçuela)
- Lyssomanes nigrofimbriatus Mello-Leitão, 1941 (Brasil, Argentina)
- Lyssomanes nigropictus Peckham i Wheeler, 1889 (Brasil, Guyana, Equador)
- Lyssomanes onkonensis Logunov i Marusik, 2003 (Equador)
- Lyssomanes parallelus Peckham i Wheeler, 1889 (Brasil)
- Lyssomanes paravelox Logunov, 2002 (Brasil)
- Lyssomanes parki Chickering, 1946 (Panamà)
- Lyssomanes patens Peckham i Peckham, 1896 (Honduras fins a Panamà)
- Lyssomanes pauper Mello-Leitão, 1945 (Brasil, Argentina)
- Lyssomanes penicillatus Mello-Leitão, 1927 (Brasil, Argentina)
- Lyssomanes peruensis Logunov, 2000 (Perú)
- Lyssomanes pescadero Jiménez i Tejas, 1993 (Mèxic)
- Lyssomanes pichilingue Galiano, 1984 (Equador)
- Lyssomanes placidus Peckham i Wheeler, 1889 (Mèxic)
- Lyssomanes portoricensis Petrunkevitch, 1930 (Puerto Rico fins a Martinique)
- Lyssomanes protarsalis F. O. P.-Cambridge, 1900 (Guatemala)
- Lyssomanes quadrinotatus Simon, 1900 (Veneçuela)
- Lyssomanes reductus Peckham i Peckham, 1896 (Guatemala fins a Panamà)
- Lyssomanes remotus Peckham i Peckham, 1896 (Panamà fins a Brasil)
- Lyssomanes robustus (Taczanowski, 1879) (Perú, Brasil)
- Lyssomanes romani Logunov, 2000 (Brasil, Equador)
- Lyssomanes santarem Galiano, 1984 (Brasil)
- Lyssomanes spiralis F. O. P.-Cambridge, 1900 (Guatemala, Nicaragua)
- Lyssomanes sylvicola Galiano, 1980 (Brasil)
- Lyssomanes taczanowskii Galiano, 1980 (Trinidad fins a Perú, Equador)
- Lyssomanes tapirapensis Galiano, 1996 (Brasil)
- Lyssomanes tapuiramae Galiano, 1980 (Brasil)
- Lyssomanes tarmae Galiano, 1980 (Perú)
- Lyssomanes temperatus Galiano, 1980 (Mèxic)
- Lyssomanes tenuis Peckham i Wheeler, 1889 (Brasil, Equador)
- Lyssomanes trifurcatus F. O. P.-Cambridge, 1900 (Panamà)
- Lyssomanes trinidadus Logunov i Marusik, 2003 (Trinidad)
- Lyssomanes tristis Peckham i Wheeler, 1889 (Brasil, Argentina)
- Lyssomanes unicolor (Taczanowski, 1871) (Mèxic fins a Perú, Equador, Brasil)
- Lyssomanes velox Peckham i Wheeler, 1889 (Brasil, Equador)
- Lyssomanes vinocurae Galiano, 1996 (Brasil)
- Lyssomanes viridis (Walckenaer, 1837) (EUA)
- Lyssomanes waorani Logunov i Marusik, 2003 (Equador)
- Lyssomanes yacui Galiano, 1984 (Argentina, Paraguai, Brasil)

### Lystrocteisa
Lystrocteisa Simon, 1884
- Lystrocteisa myrmex Simon, 1884 (Nova Caledònia)